# Tobias Haitz
Tobias Haitz (Aquisgrana, 12 febbraio 1992) è un ex calciatore tedesco, di ruolo difensore.

## Carriera
Cresciuto nel Bayer Leverkusen, nel 2013 si trasferisce alla squadra olandese del N.E.C. con cui gioca in Eredivisie.

## Palmarès

### Club

#### Competizioni nazionali
- Eerste Divisie: 1

N.E.C.: 2014-2015